# 南海31000系電車
南海31000系電車（なんかい31000けいでんしゃ）は、1999年（平成11年）に登場した南海電気鉄道の特急形電車である。高野線橋本駅以南の山岳線区直通特急用として投入された。

## 概要
特急「こうや」の増発と「りんかん」の8両編成化のため、4両編成×1本が製造された。
30000系の登場から16年が経過しているが、置き換え目的の次世代車という位置付けではなく、30000系と共通運用を行う増備車として導入された。このため本形式の設計・製造にあたってはコスト削減が図られており、機器類に廃車発生品が多用されている。

## 車両概説

### 車体
11000系をベースとしながら、橋本駅 - 極楽橋駅間の山岳区間に乗り入れるため、30000系と同じ17 m級の中型車として製造された。車体の設計にあたっては11000系で使用された一部の図面を流用、もしくはこれに編集設計を行うことで期間を短縮したほか、製作工程においても既存の治工具や型を流用して、設計・製造コストを抑制している。
前面は11000系と共通の貫通型ながら後退角を11000系より緩やかにしたもので、スカート形状も含め全体的に丸みを強調させたデザインである。角形の前照灯・尾灯を腰部に配置する点も11000系と同様だが、列車種別表示器は前面窓の内側ではなく貫通扉の上部に独立して装備しており、10000系に近い部品配置となった。一方で、11000系との併結時に使用する貫通幌を平常時には格納できる構造とするため、難波方先頭車（モハ31001形）の幌受部を奥行の大きい彫り込み式としており、この機構は本系列が初の採用例となった。
車体の塗色は30000系と同じワインレッド■とアイボリーホワイト■のツートンだが、前面のライトケース付近をブラックで塗り分けることで前面窓との一体感を持たせている。前頭部側面には新デザインの「NANKAI」ロゴがレタリングされ、高野線特急車の共通デザインとなった。側面の意匠は11000系と同様で、側窓は大型連続窓、出入口は折り戸式である。出入口は車端部の片側1か所（奇数号車が上り方、偶数号車が下り方）に配置されている。
各車の屋上には集約分散式冷房装置3基を一体形のカバーに収めている。また、パンタグラフは下枠交差形をM1車（モハ31101形）のみに2基備える。

### 車内設備

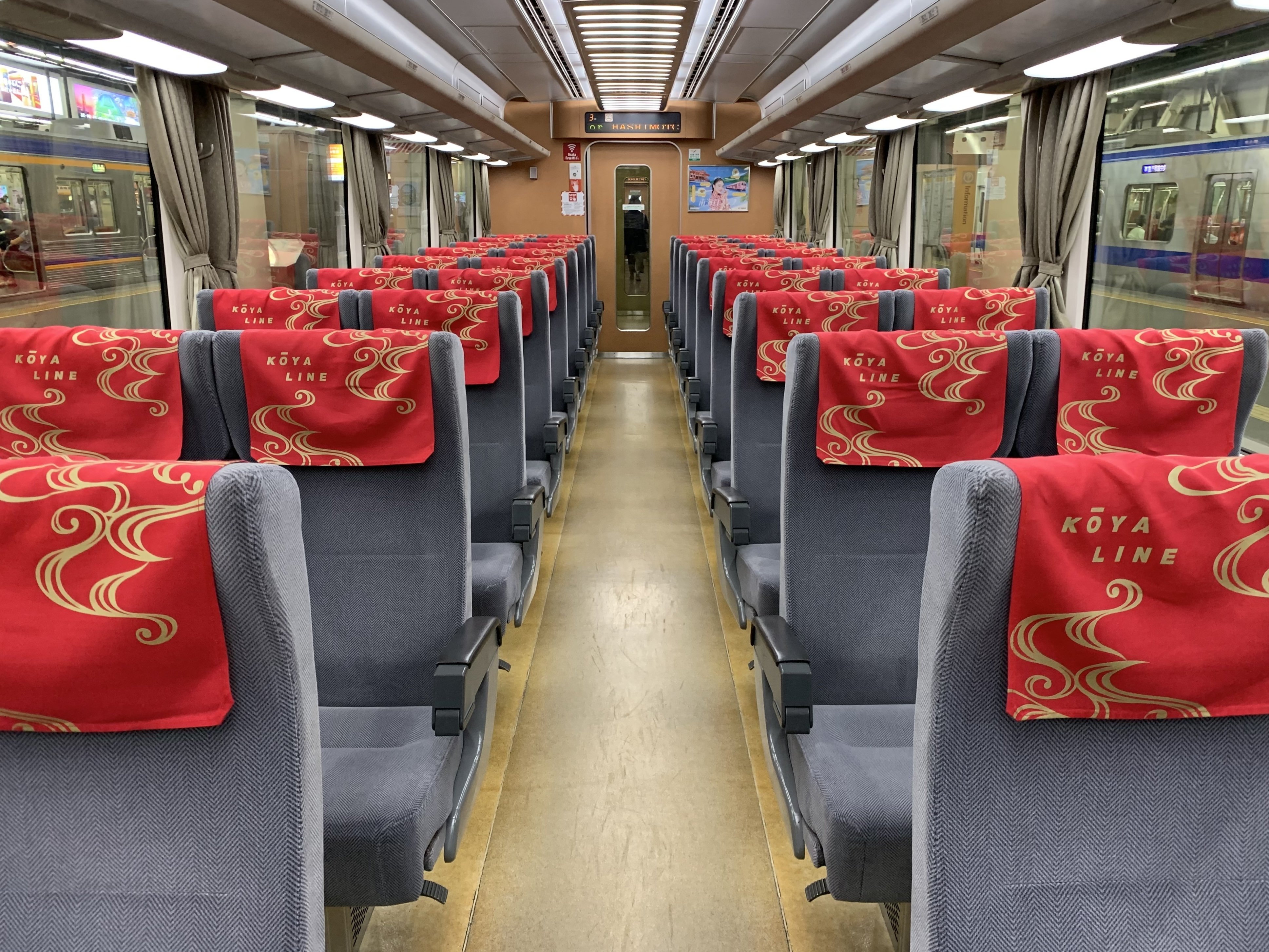
車内（ヘッドカバー交換後）

座席はフリーストップ式の回転式リクライニングシートで、シートピッチは980 mm、付帯設備として背面テーブルと網袋を設けている。2号車（モハ31101形）には車椅子スペースを整備している。車内は現在、禁煙である。
2号車の下り方に飲料自動販売機を備えたサービスコーナー、3号車（モハ31100形）の下り方に男子小用トイレ・男女兼用洋式トイレがある。かつては3号車の上り方デッキ部にカード専用公衆電話が設置されていたが、現在は撤去されている。
車内にはLED式車内案内表示器を設置しており、停車駅や車内設備の案内が流れる。また登場当初より、日英2言語による車内自動放送が行われている。
2014年（平成26年）以降には、天井照明と読書灯を昼白色LED照明に交換し、サービスレベルの向上が図られている。また、後述の「黒こうや」に装飾された際には赤色のヘッドカバーが新調され、装飾が解除された後も引き続き使用されている。

### 主要機器
廃車となった21000系の制御装置と7100系の主電動機を流用しているため、制御方式は抵抗制御である。また電動発電機（MG）についても解体発生品を使用している。
台車は緩衝ゴム式の空気ばね台車、ブレーキ装置は発電ブレーキ併用全電気指令式電磁直通ブレーキで、30000系・11000系との併結が可能である。
2009年（平成21年）には急勾配区間（高野下駅以南）での落ち葉等による空転を防止するため、M1車（モハ31101形）の下り方台車に増粘着剤噴射装置が設置された。

## 編成表
| ← 難波極楽橋 → | ← 難波極楽橋 →    | ← 難波極楽橋 →   | ← 難波極楽橋 →                  | ← 難波極楽橋 →    | ← 難波極楽橋 → | ← 難波極楽橋 → |
| -------------- | ----------------- | ---------------- | ------------------------------- | ----------------- | -------------- | -------------- |
| 形式           | モハ31001 （Mc1） | モハ31100 （M2） | ◇ モハ31101 （M1）              | モハ31002 （Mc2） | 竣工           | 備考           |
| 定員           | 51                | 51               | 55                              | 51                | 竣工           | 備考           |
| 設備           |                   | トイレ 洗面所    | 車椅子スペース サービスコーナー |                   | 竣工           | 備考           |
| 車両番号       | 31001             | 31100            | 31101                           | 31002             | 1999/03/01     |                |

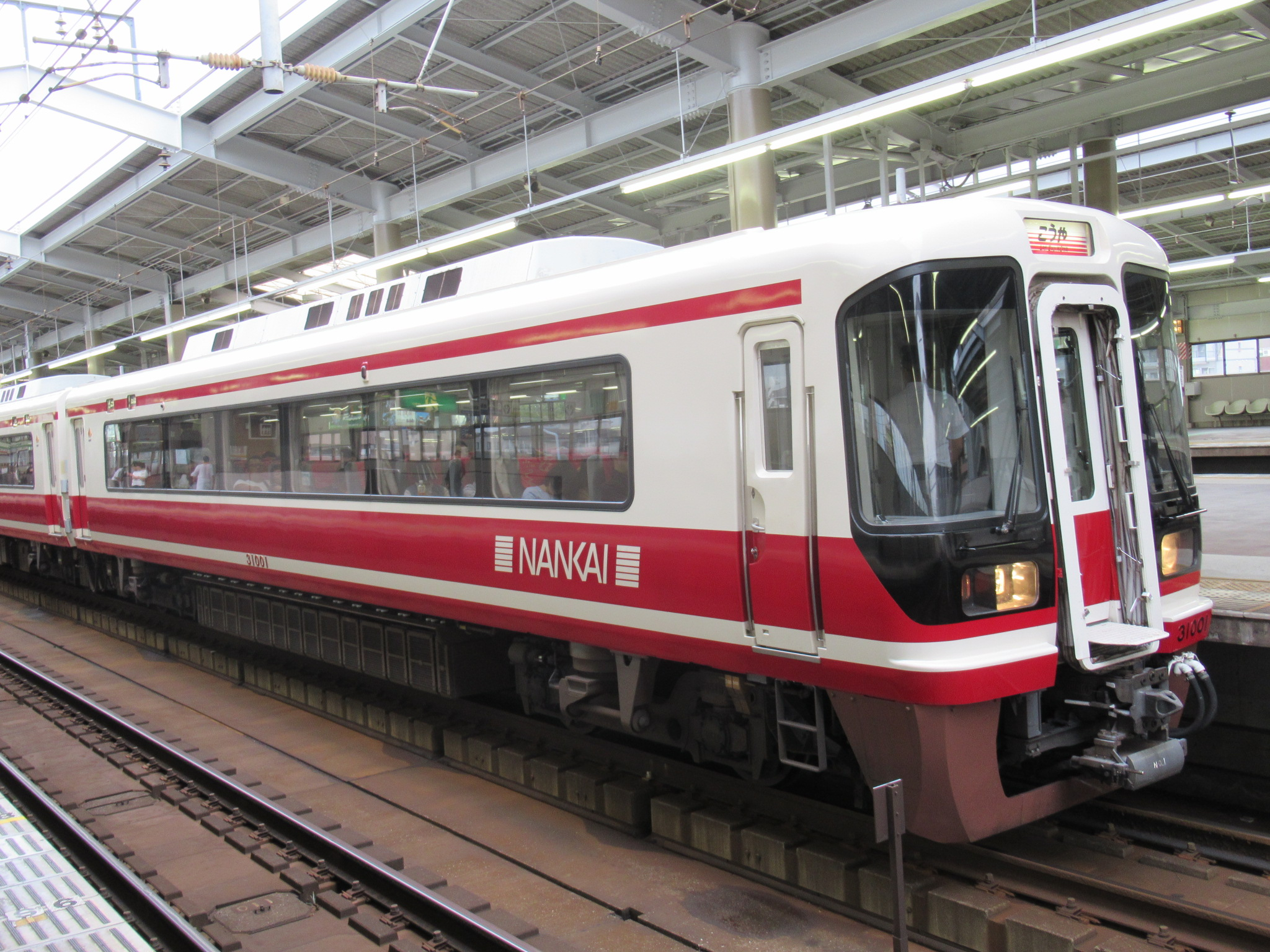
31001
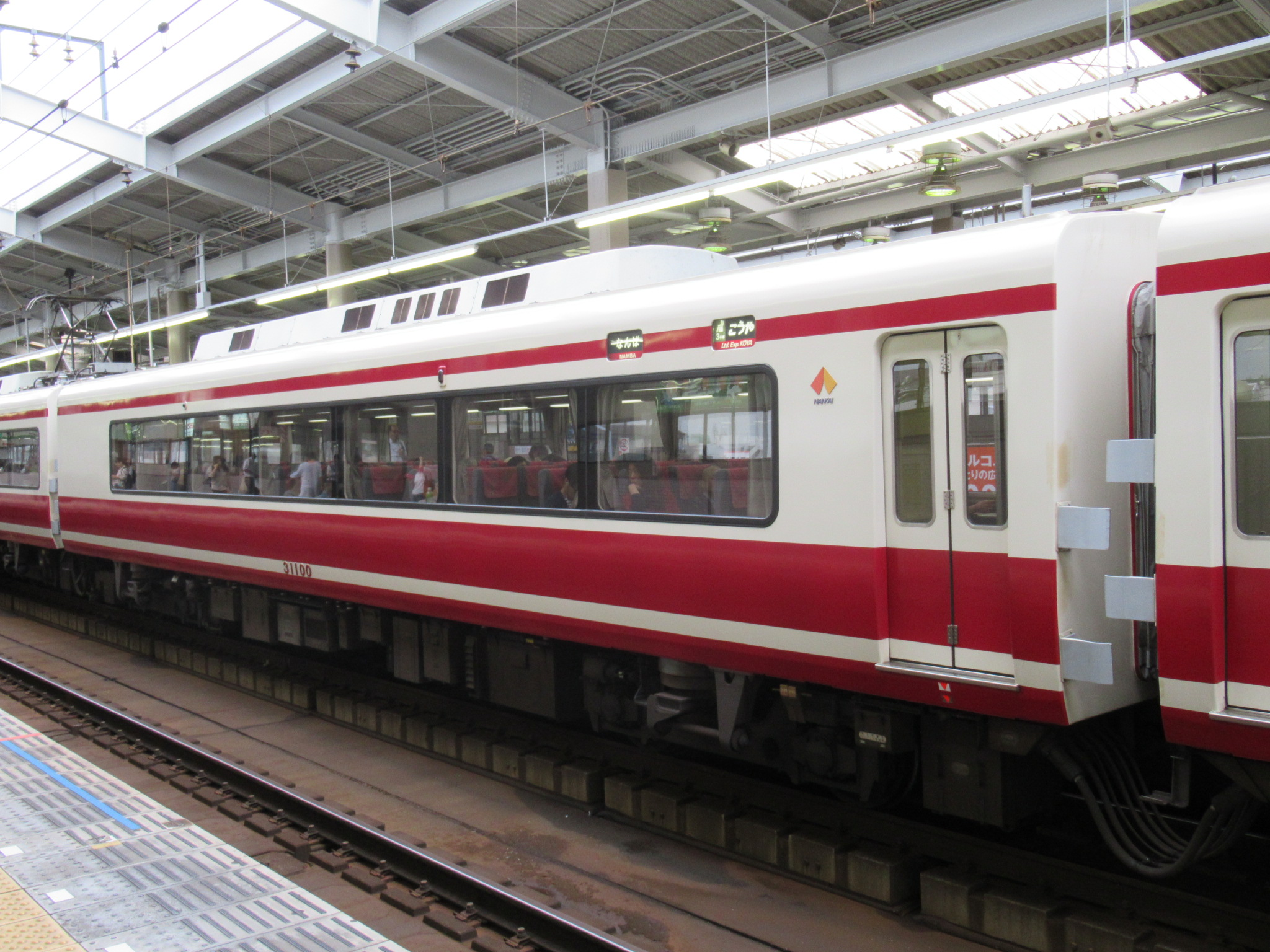
31100
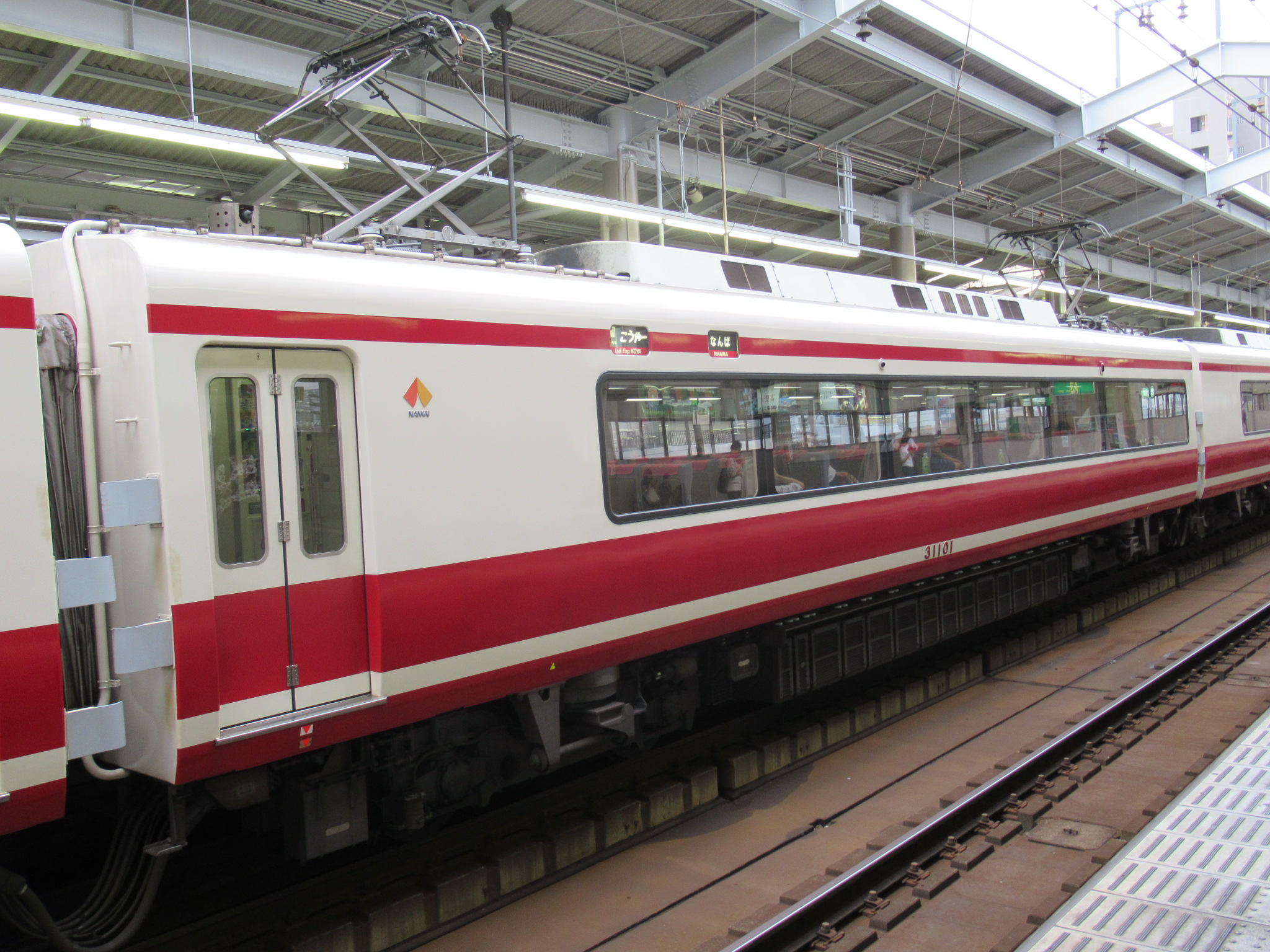
31101
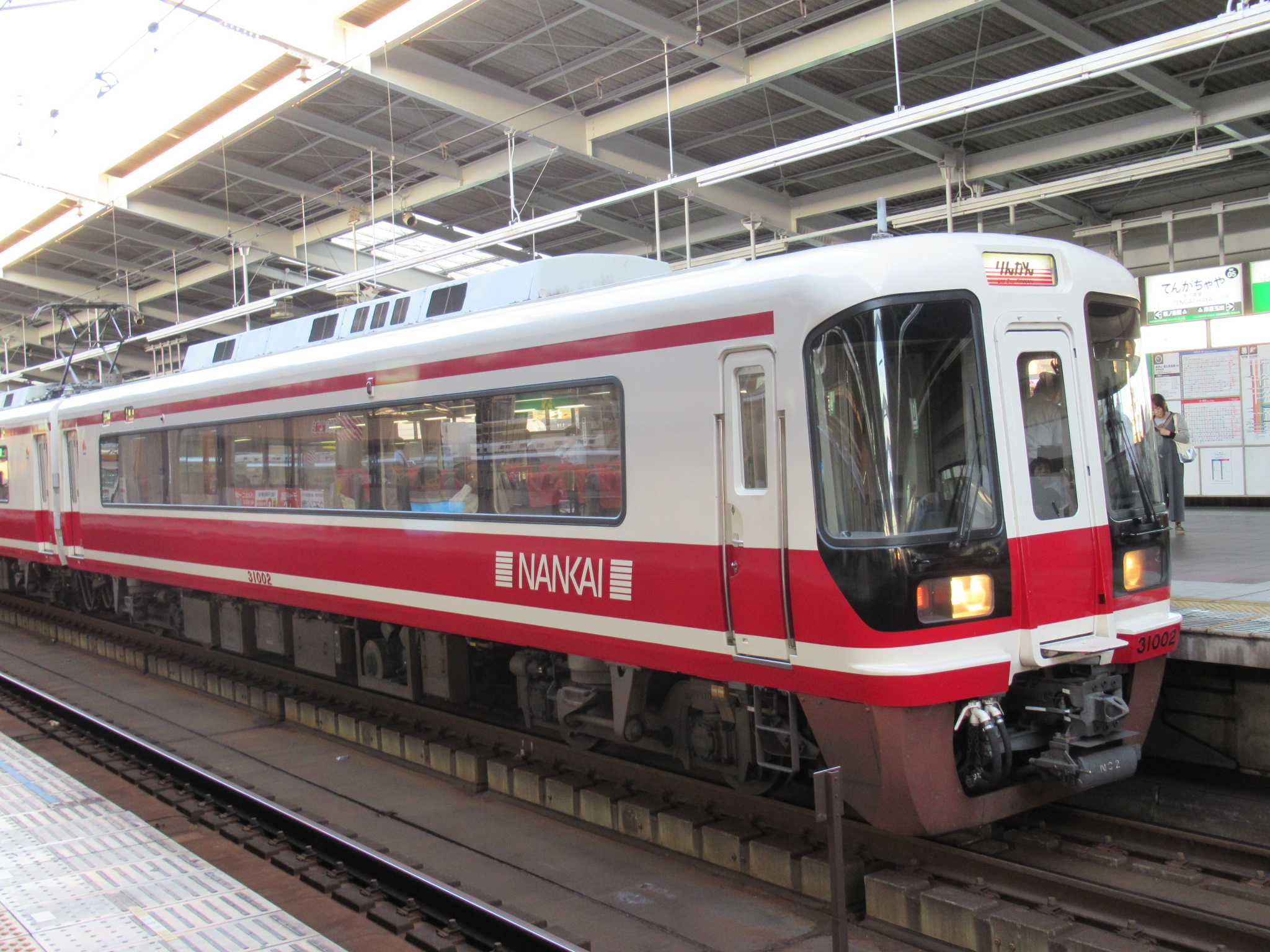
31002

## 運用

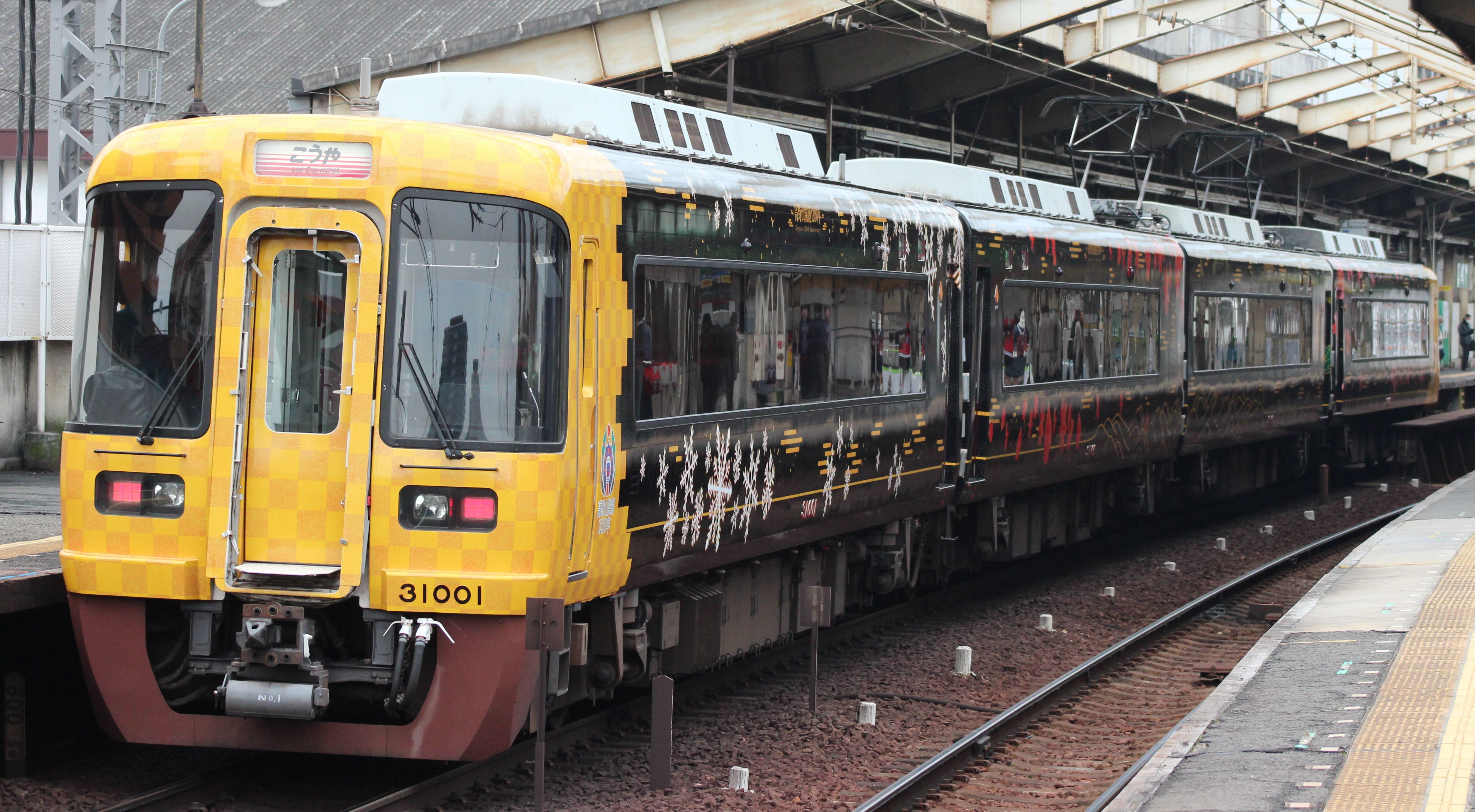
高野山開創1200年ラッピング車「黒こうや」

1999年（平成11年）3月1日より運用が開始され、高野線の橋本駅以南の山岳線区直通特急「こうや」、橋本駅までの特急「りんかん」に使用されている。当初は30000系の更新工事期間中の代車的な役割で使用されていたが、更新工事が終了した2000年（平成12年）12月23日のダイヤ改正から、ラッシュ時に30000系または11000系と併結し8両編成でも運用されている。
2015年（平成27年）3月には高野山開創1200年を記念して「黒こうや」のラッピングが施され、2016年（平成28年）2月まで運行された。